# Athanas japonicus
Athanas japonicus is een garnalensoort uit de familie van de Alpheidae. De wetenschappelijke naam van de soort is voor het eerst geldig gepubliceerd in 1936 door Kubo.